# Johann Valentin Bontemps

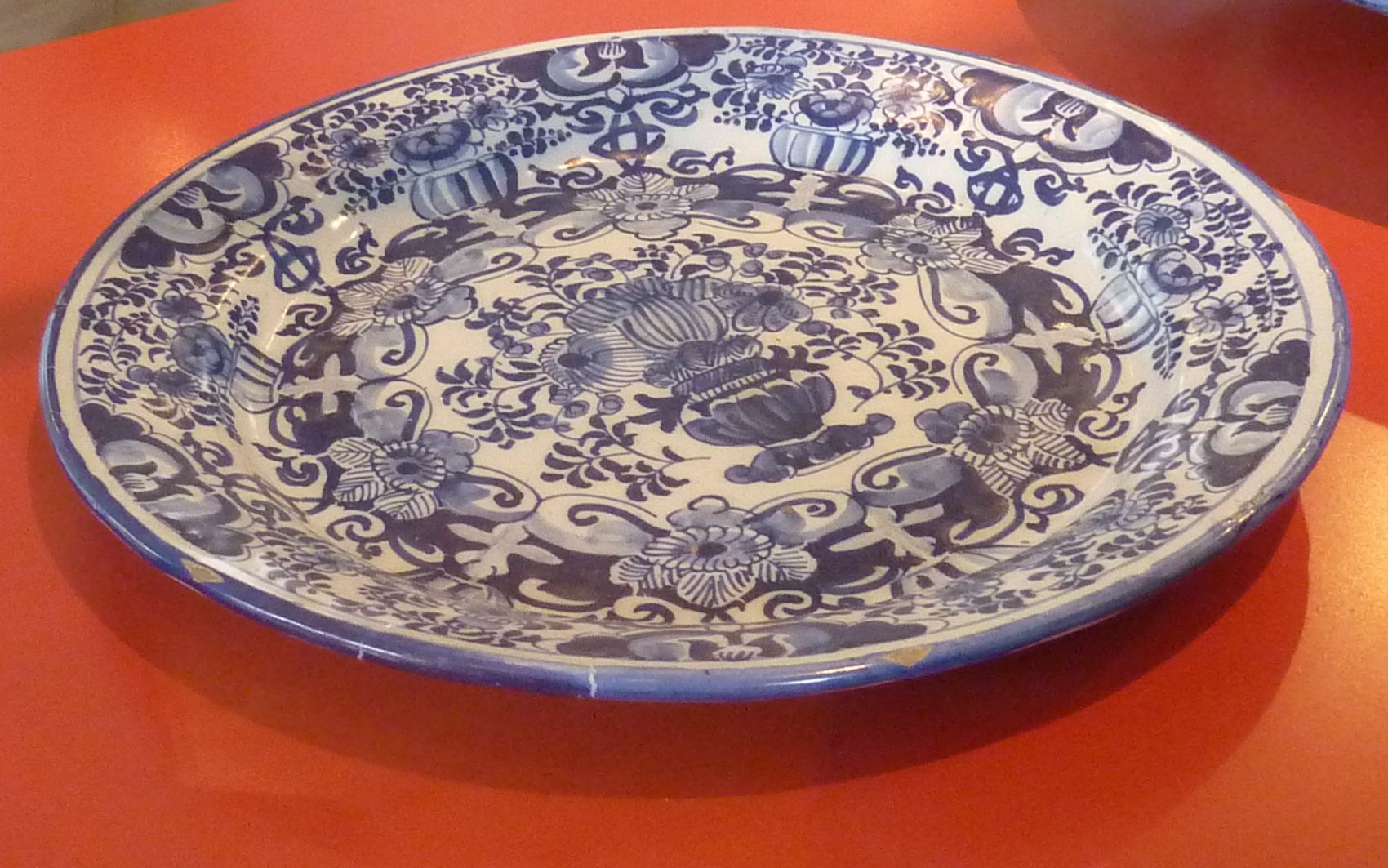
Teller mit Bontemps-Dekor aus Ansbach

Johann Valentin Bontemps (* 1698 in Hemsbach bei Heidelberg; † 3. November 1775 im Weiler Künersberg bei Memmingen) war ein deutscher Porzellanmaler und Porzellankünstler.

## Leben
Johann Valentin Bontemps wurde als Sohn des Porzellanmalers Gerhard Bontemps (von 1701 bis 1710 Leiter der Fayencemanufaktur Hemsbach) 1698 in Hemsbach bei Heidelberg geboren. Er heiratete am 22. Februar 1729 in Ansbach die Tochter von Mathäus Bauer, dem Gründer der Ansbacher Porzellanfabrik. Bontemps war von 1716 bis 1729 in der Ansbacher Fayence-Manufaktur tätig, ehe er nach Nürnberg zog, wo er bis 1741 arbeitete. Danach ging er nach Ansbach zurück. Er übernahm dort Restbestände im Wert von 200 Gulden. Diese waren für den Weiterverkauf außer Landes bestimmt. Von 1743 bis 1751 betrieb er eine eigene Braunporzellanfabrik. Ab dem Jahre 1751 war er für die Künersberger Fayencen tätig, wo er Direktor der Manufaktur wurde. Nach der Schließung der Fayencenwerkstatt 1765 gründete er nach mehreren erfolglosen Bewerbungen, die ihn bis in die Schweiz führten, etwa 1770 zusammen mit seinem Schwiegersohn, dem Maler Johann Georg Rupprecht, eine Fayencenmaler-Werkstätte im Memminger Steinbogenbad. Allerdings verwies der Rat von Memmingen Bontemps aus der Stadt und verbot die Fayence-Manufaktur. Lediglich ein kleiner Schmelzofen wurde bewilligt. Am 19. November 1770 gestattete man Bontemps den Aufenthalt in der Stadt. Der Brennofen im Steinbogenbad wurde nach mehreren Absagen endlich genehmigt. Allerdings durften lediglich Familienmitglieder und ein Taglöhner beschäftigt werden. 1774 erwarb der Schwiegersohn das Steinbogenbad für 3000 Gulden. Die hergestellten Waren übertrafen an Qualität und Güte die der Künersberger Fayencen. Am 3. November 1775 starb Johann Valentin Bontemps. Das Erbe übernahm sein Schwiegersohn.

## Wirken
Johann Valentin Bontemps führte in Ansbach und Nürnberg das aus China stammende sogenannte Bontemps-Dekor ein. Als Farbe verwendete er Blau mit einer engen Flächenfüllung. Seine Malereien zeigen biblische, mythologische und landschaftliche Motive, die mit einem Randdekor aus stilisierten Pflanzengirlanden umrahmt sind. Seine Signatur in Ansbach bestand aus seinem vollen Nachnamen und dem Datum, in Nürnberg benutzte er lediglich den Buchstaben B.